# Kristen Stewartová
Kristen Jaymes Stewartová (* 9. dubna 1990 Los Angeles, Kalifornie) je americká herečka. Je držitelkou několika ocenění, včetně ceny BAFTA a Césara.
První pozornosti se jí dostalo ve 12 letech, kdy ztvárnila dceru postavy Jodie Fosterové v thrilleru Úkryt (2002) režiséra Davida Finchera. Proslavila se však díky roli Belly Swanové ve filmové sérii Stmívání (2008–2012), která se řadí k nejvýdělečnějším filmovým franšízám. V roce 2010 obdržela cenu BAFTA za stoupající hvězdu.
Poté, co se objevila ve fantasy filmu Sněhurka a lovec (2012), v následujících letech přestala účinkovat v blockbusterech ve prospěch nezávislých filmů, včetně dramat Camp X-Ray (2014), Pořád jsem to já (2014) a Jako ty (2015). Za svůj výkon v pschologickém dramatu Sils Maria (2014) režiséra Oliviera Assayase získala uznání kritiků a obdržela Césara pro nejlepší herečku ve vedlejší roli. S Assayassem znovu spolupracovala v thrilleru Personal Shopper (2016) a jejím režisérským deutem se stal krátký film Come Swim (2017). Do hlavního proudu Hollywoodu se vrátila hlavními rolemi v akčním filmu Charlieho andílci (2019) a romantické komedii Šťastné a veselé (2020). Za ztvárnění princezny Diany v životopisném dramatu Spencer (2021) režiséra Pabla Larraína obdržela nominaci na Oscara za nejlepší herečku.

## Životopis
Kristen Stewart se narodila a vyrůstala v Los Angeles v Kalifornii. Její otec, John Stewart, je divadelní ředitel a televizní producent, který pracoval pro společnost Fox. Její matka, Jules Mann-Stewartová, kontroluje scénáře. Je původně z Maroochydore v australském Queenslandu. Do 7. třídy chodila Kristen Stewartová do školy, poté její výuka probíhala korespondenčně. Má staršího bratra Camerona Stewarta a dva adoptované bratry Taylora a Dana.

## Kariéra

### 1999–2003: Začátky
Svou kariéru začala v osmi letech, kdy ji jeden agent viděl hrát vánoční hru. Její první role byla krátká, nemluvná v televizi Disney Channel v Třináctý rok. Následně se objevila ve filmu Životní jistoty, ve kterém hraje uličnickou dceru svobodné matky. Pak dostala hlavní roli v hollywoodském filmu Úkryt (Panic Room) jako mrzutá, diabetická dcera rozvedené matky, kterou hrála Jodie Fosterová. Film měl pozitivní recenze a i herecký výkon Kristen Stewartové byl označen za dobrý. Po úspěchu ve filmu Panic Room dostala další roli v thrilleru Cold Creek Manor, kde hraje dceru Dennise Quaida a Sharon Stoneové. Film byl neúspěšný.

### 2004–2007: Zlom v kariéře
Její první hvězdnou rolí byla v dětském akčním komediálním filmu Chyťte tu holku s Maxem Thieriotem a Corbinem Bleu. Pak hrála Lilu ve filmu Undertow. Dále v televizním filmu Mluv, založený na románu Halse Laurie Anderson.

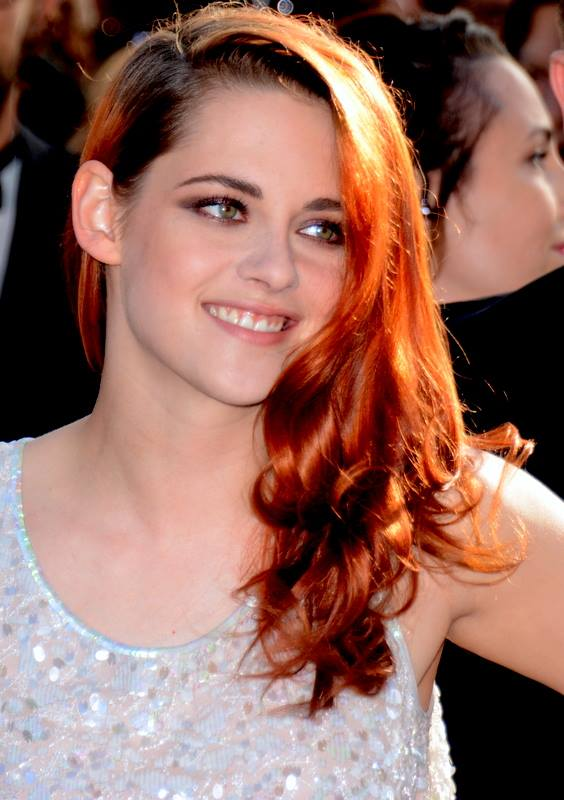
Kristen Stewartová na festivalu v Cannes 2014

V roce 2005 se objevila ve fantasticko-dobrodružném filmu Zathura: Vesmírné dobrodružství, kde hraje Lisu – nezodpovědnou sestru dvou mladších kluků, kteří opouštějí se svým domem, křečkem a kolem planetu Zemi a ocitají se ve vesmíru. V následujícím roce hrále Mayu ve Nelítostná rasa, režiséra Greffina Dunnela. Po tomto filmu získala roli Jess Solomon v thrilleru Prokletí domu slunečnice.
V roce 2007 se objevila jako náctiletá Lucy Hardwickeová ve filmu Na území žen, romantickém dramatu s hvězdnou Meg Ryanovou a Adamem Brodym. Film i výkon Kristen Stewartové se dočkaly smíšených recenzí. V témže roce si zahrála ve filmu Seana Penna Útěk do divočiny . Její ztvárnění Tracy Tatro – mladé zpěvačky, která cítí náklonnost k mladému dobrodruhovi Christopheru McCandlessovi, se dočkalo pozitivních ohlasů. Potom hrála ve filmech Jumper a Co se vlastně stalo.

### 2008–2012: Mezinárodní úspěch aTwilight sága
V roce 2008 dostala roli ve filmu Twilight (Stmívání), kde hraje sedmnáctiletou Bellu Swanovou, která se zamiluje do upíra Edwarda Cullena (Robert Pattinson). O rok později si zahrála tutéž roli v druhém pokračování ságy Twilight sága: Nový měsíc. O další rok později Twilight sága: Zatmění a následně i poslední dva díly Twilight sága. Rozbřesk – 1. část a Twilight sága: Rozbřesk – 2. část.
V roce 2009 také dostala roli Joan Jett ve filmu The Runaways. Je to autobiografický snímek skupiny The Runaways, kde Joan Jett zpívá a hraje na kytaru.
Její další velkou filmovou rolí je Sněhurka a lovec, kde si zahrála hlavní roli jako Sněhurka po boku Charlize Theronové a Chrise Hemswortha.
V roce 2012 se také objevila ve filmu Na cestě, filmové adaptaci stejnojmenné novely Jacka Kerouacka. Dle magazínu Forbes byla Kristen nejlépe placenou herečkou v roce 2012, s výdělkem 34,5 milionů dolarů.

### 2013–dosud
V prosinci 2013 se stala novou tváří značky Chanel. Její kampaň byla nafocena Karlem Lagerfeldem. V roce 2014 vydala Balenciaga nový parfém Rosabotanica a Kristen se stala jeho tváří.
Camp X-Ray je její první film z roku 2014, který měl premiéru na Filmovém festivalu Sundance 17. ledna. Ve filmu hraje vojačku ze základny Guantanamo. Za roli se setkala s pozitivní kritikou. Dále se objevila ve filmu Sils Maria, který měl premiéru na Filmovém festivalu v Cannes. Ve filmu se objevila také Juliette Binoche a Chloë Grace Moretz. Získala roli po boku Julianne Moore v dramatickém filmu Pořád jsem to já, který měl světovou premiéru na Filmovém festivalu v Torontu. S Jessem Eisenbergem natáčela film American Ultra. Po boku Nicholase Houlta se objevila ve futuristickém filmu Jako ty.
V roce 2024 uvedla na festivalu v Cannes v sekci Un certain regard svůj režijní debut Chronologie vody (The Chronology of Water) podle knihy Lidie Luknavitch.

## Osobní život
V listopadu 2008 v rozhovoru s magazínem Vanity Fair přiznala vztah s Michaelem Angaranem, se kterým se seznámila na natáčení filmu Mluv v roce 2004. Na natáčení filmu Stmívání se setkala s hercem Robertem Pattinsonem a dlouhou dobu svůj vztah popírali. V červenci roku 2012 magazín Us Weekly publikoval článek s fotkou Kristen s režisérem Rupertem Sandersem a nazvali ho „aférkou se Sandersem“. Ten den Kristen vydala omluvu Robertovi prostřednictvím magazínu People. V březnu 2016 francouzská hudebnice Soko potvrdila vztah se Stewart, dvojice se však po pár měsících rozešla. V červenci 2016 potvrdila, že chodila se svojí bývalou asistentkou Aliciou Cargile. Odmítá se definovat jako heterosexuální, homosexuální nebo bisexuální.

## Filmografie
| Rok  | Náezv                             | Role             | Poznámky |
| ---- | --------------------------------- | ---------------- | --- |
| 1999 | Třináctý rok                      | Dívka            | televizní film |
| 2000 | Flintstoneovi 2 – Viva Rock Vegas | Dívka            | nekredtiovaná role |
| 2001 | Životní jistoty                   | Sam Jennings     | |
| 2002 | Úkryt                             | Sarah Altman     | nominace – Young Artist Award v kategorii nejlepší mladá herečka ve filmu |
| 2003 | Cold Creek Manor                  | Kristen Tilson   | nominace – Young Artist Award v kategorii nejlepší mladá herečka ve vedlejší roli |
| 2004 | Mluv                              | Melinda Sordino  | |
| 2004 | Chyťte tu holku                   | Maddy            | |
| 2004 | Undertow                          | Lila             | nominace – Young Artist Award v kategorii nejlepší mladá herečka ve vedlejší roli |
| 2005 | Nelítostná rasa                   | Maya Osbourne    | |
| 2005 | Zathura: Vesmírné dobrodružství   | Lisa             | |
| 2007 | Prokletí domu slunečnic           | Jess Solomon     | |
| 2007 | Na území žen                      | Lucy Hardwicke   | |
| 2007 | The Cake Eaters                   | Georgia          | |

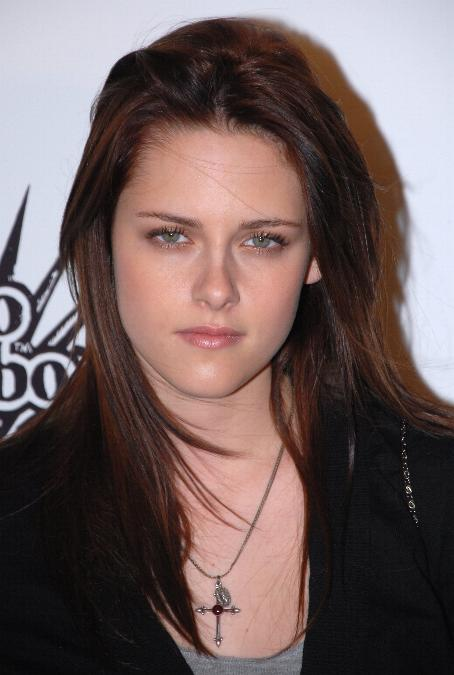
Kristen Stewartová v roce 2007

| 2007 | Útěk do divočiny                  | Tracy Tatro      | nominace –Houston Film Critics Society v kategorii nejlepší obsazení nominace – Screen Actors Guild Award v kategorii nejlepší obsazení nominace – Young Artist Award v kategorii nejlepší mladá herečka ve vedlejší roli |
| 2007 | Cutlass                           | Mladá Robin      | |
| 2008 | Jumper                            | Sophie           | cameo |
| 2008 | The Yellow Handkerchief           | Martine          | |
| 2008 | Co se vlastně stalo               | Zoe              | |
| 2008 | Twilight sága: Stmívání           | Bella Swan       | Filmová cena MTV v kategoriích nejlepší polibek a nejlepší herečka |
| 2009 | Zábavný park                      | Em               | |
| 2009 | Twilight sága: Nový měsíc         | Bella Swan       | Filmová cena MTV v kategoriích nejlepší polibek a nejlepší herečka |
| 2010 | The Runaways                      | Joan Jett        | nominace - Filmová cena MTV v kategorii nejlepší polibe |
| 2010 | Twilight sága: Zatmění            | Bella Swan       | Filmová cena MTV v kategoriích nejlepší polibek a nejlepší herečka |
| 2010 | Svět podle Mallory                | Mallory          | Filmová cena Britské akademie v kategorii objev roku |
| 2011 | Twilight sága: Rozbřesk – 1. část | Bella Swan       | Filmová cena MTV v kategorii nejlepší polibek |
| 2012 | Twilight sága: Rozbřesk – 2. část | Bella Swan       | |
| 2012 | Na cestě                          | Marylou          | |
| 2012 | Sněhurka a lovec                  | Sněhurka         | nominace - Filmová cena MTV v kategorii nejlepší superhrdina |
| 2014 | Camp X-Ray                        | Amy Cole         | nominace – Women Film Critics Circle v kategorii nejlepší herečka |
| 2014 | Pořád jsem to já                  | Lydia Howland    | |
| 2014 | Sils Maria                        | Valentine        | César v kategorii nejlepší herečka ve vedlejší roli Boston Society of Film Critics Awards v kategorii nejlepší herečka ve vedlejší roli Boston Online Film Critics Assoction Awards v kategorii nejlepší herečka ve vedlejší roli Florida Film Critics Circle Awards v kategorii nejlepší Alliance of Women Film Journalists EDA Awards v kategorii Cena národní společnosti filmových kritiků v kategorii New York Film Critics Circle Awards v kategorii 2. místo – Los Angeles Film Critics Association Awards v kategorii 2. místo – St. Louis Film Critics Association Awards v kategorii nominace – Austin Film Critics Association Awards v kategorii nejlepší herečka ve vedlejší roli nominace – Chicago Film Critics Association Awards v kategorii nejlepší herečka ve vedlejší roli nominace – Toronto Film Critics Association Awards v kategorii nejlepší herečka ve vedlejší roli nominace – San Diego Film Critics Association Awards v kategorii nejlepší herečka ve vedlejší roli nominace – London Film Critics' Circle Awards v kategorii nejlepší herečka ve vedlejší roli nominace – Online Film Critics Society Awards v kategorii nejlepší herečka ve vedlejší roli nominace – Detroit Film Critics Society Awards v kategorii nejlepší herečka ve vedlejší roli |
| 2015 | Anestezie                         | Sophie           | |
| 2015 | American Ultra                    | Phoebe           | |
| 2015 | Jako ty                           | Nia              | |
| 2016 | Jisté ženy                        | Beth Travis      | 2. místo – Boston Society of Film Critics Awards v kategorii nejlepší obsazení |
| 2016 | Café Society                      | Vonnie           | |
| 2016 | Personal Shopper                  | Maureen          | nominace – Austin Film Critics Association Awards v kategorii nejlepší herečka nominace – Dublin Film Critics' Circle Awards v kategorii nejlepší herečka nominace – Indiana Film Journalists Association Awards v kategorii nejlepší herečka nominace – Las Vegas Film Critics Society Awards v kategorii nejlepší herečka nominace – St. Louis Film Critics Association Awards v kategorii nejlepší herečka |
| 2016 | Ulička slávy                      | Kathryn Lynn     | |
| 2017 | Lizzie                            | Bridget Sullivan | |
| 2018 | JT LeRoy                          | Savannah Knoop   | |
| 2019 | Seberg                            | Jean Seberg      | |
| 2019 | Charlieho andílci                 | Sabina Wilson    | nominace – Alliance of Women Film Journalists Awards v kategorii herečka, kterási zaslouží nového agenta |
| 2020 | Pod vodou                         | Norah Price      | |
| 2020 | Šťastné a veselé                  | Abby Holland     | |
| 2021 | Spencer                           | Princezna Diana  | Atlanta Film Critics Circle Awards v kategorii nejlepší herečka Boston Online Film Critics Association Awards v kategorii nejlepší herečka Chicago Film Critics Association Awards v kategorii nejlepší herečka Ocenění Spotlight Award na Mezinárodním filmovém festivalu v Palm Springs Ocenění na Mezinárodním filmovém festivalu v Santa Barbaře Phoenix Film Critics Society Awards v kategorii nejlepší herečka Washington D.C. Area Film Critics Association Awards v kategorii nejlepší herečka Women Film Critics Circle Awards v kategorii nejlepší herečka nominace – Detroit Film Critics Society Awards v kategorii nejlepší herečka nominace – Las Vegas Film Critics Society Awards v kategorii nejlepší herečka nominace – Satellite Awards v kategorii nejlepší herečka (drama) |
| 2022 | Zločiny budoucnosti               |                  | |
| 2024 | Zatracená krvavá láska            | Lou              | |
| 2024 | Sacramento                        |                  | |
| 2024 | Love Me                           |                  | |
| 2025 | Chronologie vody                  | režie            | |
| 2026 | The Flesh of the Gods             |                  | |